# شنژو اینترنشنال
شنژو اینترنشنال (انگلیسی: Shenzhou International) شرکت پوشاک چینی است، که در سال ۲۰۰۰ توسط ما جیانرانگ تأسیس شد.